# Ládón
Ládón (latinsky Ladon) je v řecké mytologii obludný drak. Je synem mořského boha Forkýna a jeho manželky a sestry Kétó.
Jeho sourozenci jsou:
- Graie jménem Enýó, Pefredó a Deinó
- Gorgony jménem Sthenó, Euryalé a Medúsa
- nymfa Thoósu, matka Kyklópa Polyféma.
- mořská příšera Skylla, postrach námořníků

Někdy se také hovoří o tom, že Ládón je potomkem Týfóna a Echidny. Nebo také, že je parthenogenním synem matky Země Gaie. Měl sto hlav a mluvil rozličnými jazyky. Byl velice silný, nikdy neusnul. Pro všechny tyto vlastnosti ho bohyně Héra ustanovila hlídačem stromu se zlatými jablky, který byl v zahradě Hesperidek. Strom jí darovala Gaia v den svatby s
nejvyšším bohem Diem.
Na Ládóna si žádný z lidí netroufal, což se tvrdí o největším hrdinovi Héraklovi. Jiné mýty uvádějí, že když Héraklés plnil svůj předposlední, jedenáctý úkol krále Eurysthea a šel kraj světa k Hesperidkám, strážce zahrady Titán Atlás se nabídl jablka utrhnout, ale protože se obával Ládóna, Héraklés draka přes zeď zastřelil šípem.